# دیکی باگ جونیور
دیکی باگ جونیور (انگلیسی: Dickie Baugh Jr.; ۶ مارس ۱۸۹۶ – ۳ اوت ۱۹۷۲ (aged 76)) بازیکن فوتبال اهل بریتانیا بود.
از باشگاه‌هایی که در آن بازی کرده‌است می‌توان به باشگاه فوتبال وست برومویچ آلبیون، باشگاه فوتبال کیدرمینستر هاریرس، باشگاه فوتبال اکستر سیتی، و باشگاه فوتبال ولورهمپتون واندررز اشاره کرد.